# Le Secret des Sélénites
Pour plus de détails, voir Fiche technique et Distribution.
Le Secret des Sélénites est un film d'animation français de Jean Image réalisé en 1982, diffusé pour la première fois à la télévision au Québec le 24 décembre 1983 dans Ciné-cadeau à Radio-Québec, puis en France, sorti au cinéma en 1984 et diffusé à la télévision en 1985 dans Récré A2, sur Antenne 2, dans une version en épisodes. Le film reprend les protagonistes du dessin animé Les Fabuleuses Aventures du légendaire baron de Münchhausen et s'inspire librement de certains épisodes du livre de Gottfried August Bürger.

## Synopsis
En 1787, l'astrologue Sirius, convaincu de l'existence de Sélénites sur la Lune, prépare une expédition avec son cousin, le baron de Münchausen. Sur un trois-mâts équipé de ballons, ils partent dans l'espace.
Ils se posent et découvrent les Sélénites, qui ont trois jambes et dont la tête n'est pas rattachée au corps. Ils rencontrent le roi des Sélénites, mais ils sont attaqués par les Vériforts, qui veulent arracher aux Sélénites le secret de leur immortalité.

## Fiche technique
- Réalisation : Jean Image
- Scénario, dialogues : France Image et Jean Image
- Décors : Enrique Gonzalez, Gérard Ollivier
- Animation : Éric Berthier, Denis Boutin, Jean Gillet, Jean-Pierre Tardivel, Yvon Perru, Isabelle Piet, Jean-Luc Ballester
- Musique et chansons : Haïm Saban et Shuki Levy. Générique interprété par Lionel Leroy (Saban Records (1984))[1]
- Prise de vues : Jacques Capo
- Durée : 76 minutes
- Pays de production : France
- Genre : Animation, comédie fantastique et de science-fiction
- Format : couleurs (Eastmancolor)
- Visa no 54.277
- Dates de réalisation : 1981-1982
- Date de sortie commerciale : 1er février 1984

## Distribution des voix
- Dominique Paturel : le Baron de Munchausen
- Pierre Destailles : Sirius l'astrologue
- Jacques Marin : Hercule
- Georges Atlas : Ouragane
- Philippe Castelli : Lundi
- Jacques Ciron : Astuce et Lunus
- Serge Nadaud
- Marc Dudicourt
- Pierre Murat
- Gabriel Jabour
- Robert Rollis
- Angelo Bardi